# Jurinia chrysiceps
Jurinia chrysiceps là một loài ruồi trong họ Tachinidae.